# Amoeba (операційна система)
Amoeba — відкрита мікроядерна розподілена операційна система, розроблена вченими на чолі з Ендю Таненбаумом в Амстердамскому вільному університеті. Amoeba не базується на жодній із існуючих операційних систем, оскільки розроблялася «з нуля».
Мета проекту Amoeba — створити систему розподілених обчислень, яка надавала б користувачеві мережа комп'ютерів як одну робочу станцію. Як стверджується на офіційному сайті, дана операційна система використовується в академічному середовищі, промисловості та урядових організаціях близько п'яти років.
Amoeba може працювати на кількох апаратних платформах: SPARC, i386, i486, 68030, Sun 3/50 і Sun 3/60.
Підтримується X Window System та емуляція UNIX.